# Rubus pernagaeus
Rubus pernagaeus är en rosväxtart som beskrevs av Merritt Lyndon Fernald. Rubus pernagaeus ingår i släktet rubusar, och familjen rosväxter. Inga underarter finns listade i Catalogue of Life.